# Gelbbrustara
Der Gelbbrustara (Ara ararauna) oder Ararauna ist ein Vogel aus der Familie der Eigentlichen Papageien (Psittacidae) und der Gattung der Eigentlichen Aras (Ara).

## Merkmale

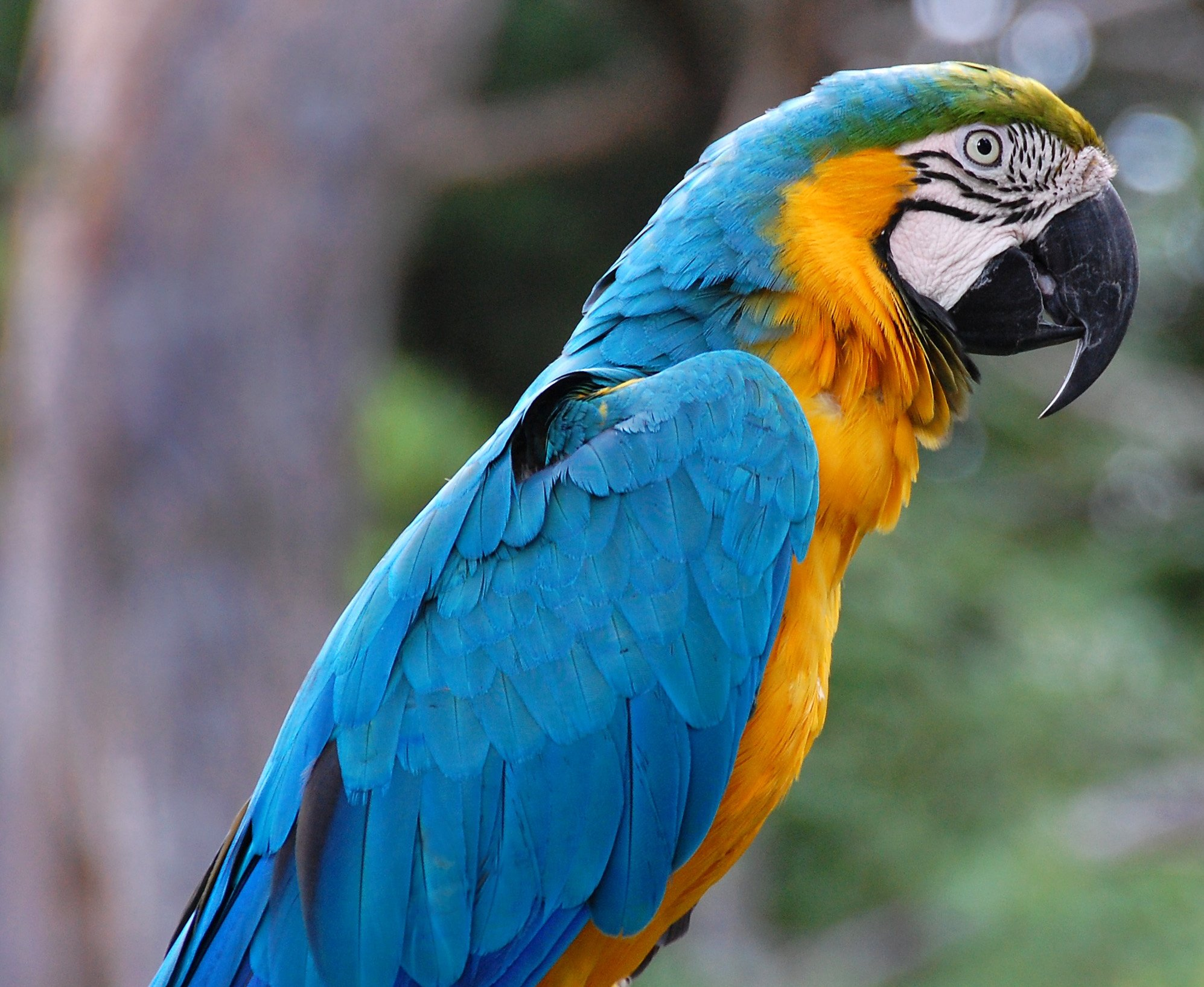
Sitzender Gelbbrustara

Der Gelbbrustara erreicht meist eine Länge von 80 bis 90 cm, wobei ein erheblicher Teil auf seine Schwanzfedern entfällt. Sein Gefieder ist an der Oberseite blau, an der Brust und am Bauch goldgelb gefärbt. Diese Farbe verläuft über den Kopf bis zum Nacken in ein türkises Blau. Die unbefiederten Wangen sind weiß und besitzen einige kleine, schwarz gestrichelte Federn. Die Wachshaut ist rosa und unbefiedert, während die Kehle schwarz ist und eine schwarz-grüne Abgrenzungslinie zum Rest des Körpers hat. Die Flügelunterseite ist grün bis gelblich. Der Papagei hat eine blaue Schwanzoberseite und gelbliche Schwanzunterseite. Sein Schnabel ist schwarz, die Füße sind dunkelgrau.

## Verbreitung

Verbreitungsgebiete (grün) des Gelbbrustaras

Gelbbrustaras sind auf dem südamerikanischen Kontinent weit verbreitet. Sie leben in Brasilien, ausgenommen der äußerste Süden und Osten, sowie in Nordparaguay, Ost-Bolivien, Ost-Peru, Ost-Kolumbien, Süd-Venezuela, Trinidad, Guyana, Surinam, Französisch-Guayana und im Norden bis Panama.
Wie bei fast allen Papageienarten befindet sich auch der Bestand des Gelbbrustaras in einigen Teilen seines Verbreitungsgebietes auf dem Rückzug. Der Hauptgrund ist die Zerstörung seiner Umwelt durch menschliche Siedler.

## Habitat
Die Lebensräume der Gelbbrustaras stellen tropische bis subtropische Wälder entlang der Flussläufe und offene Halbsavannen dar.

## Ernährung
Die Ernährung ist vielfältig und reicht von verschiedenen Früchten bis zu Nüssen und Beeren. Ganz besonders gerne fressen sie Palmfrüchte von Inaja (Maximiliana regia) und Tucuma (Astrocaryum). Außerdem suchen sie regelmäßig die sogenannten Lehmlecken (siehe hierzu: Zoopharmakognosie) auf, die nach neueren Forschungen nicht der Mineralaufnahme, sondern der Neutralisierung von Pflanzengiften dienen.

## Fortpflanzung

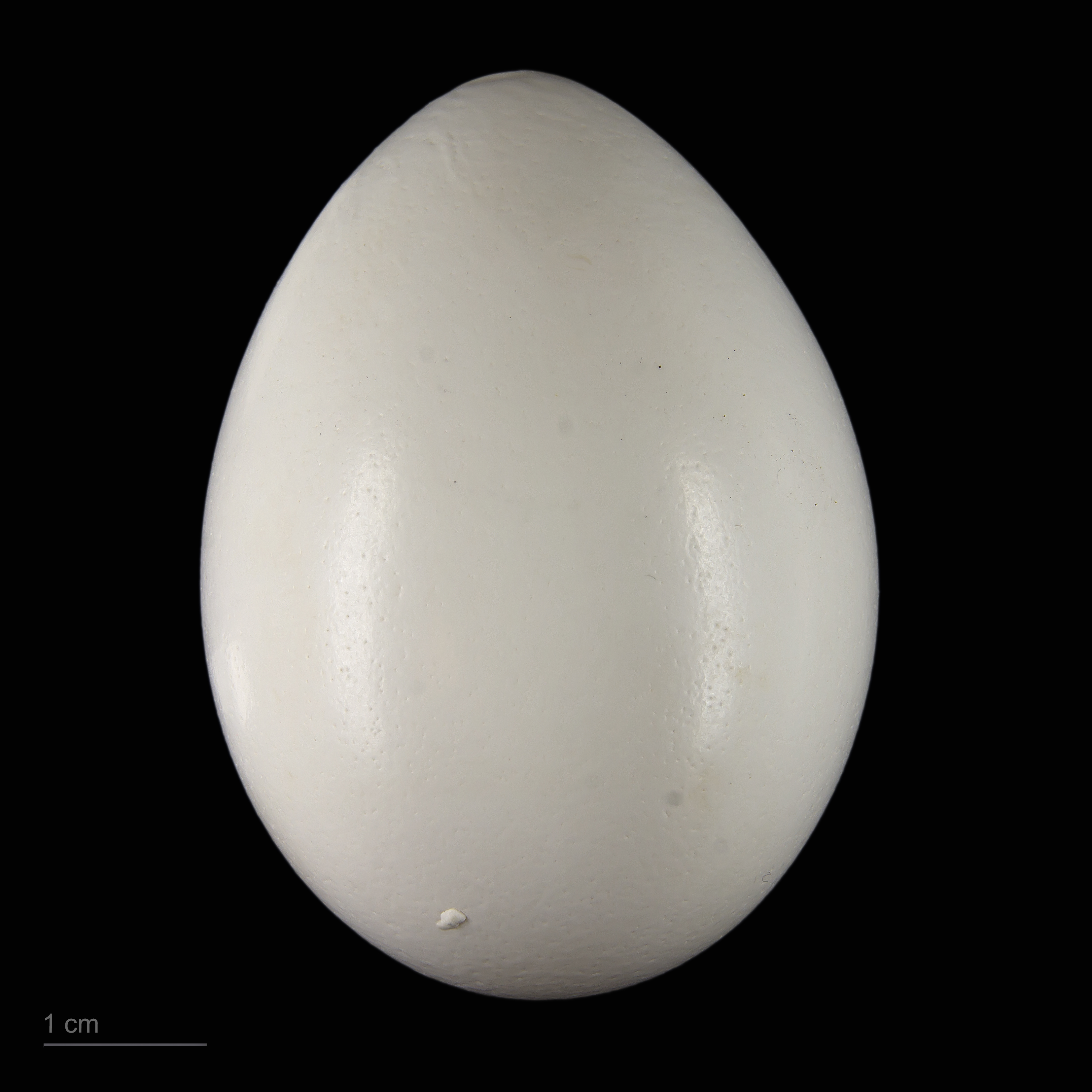
Ei eines Gelbbrustaras

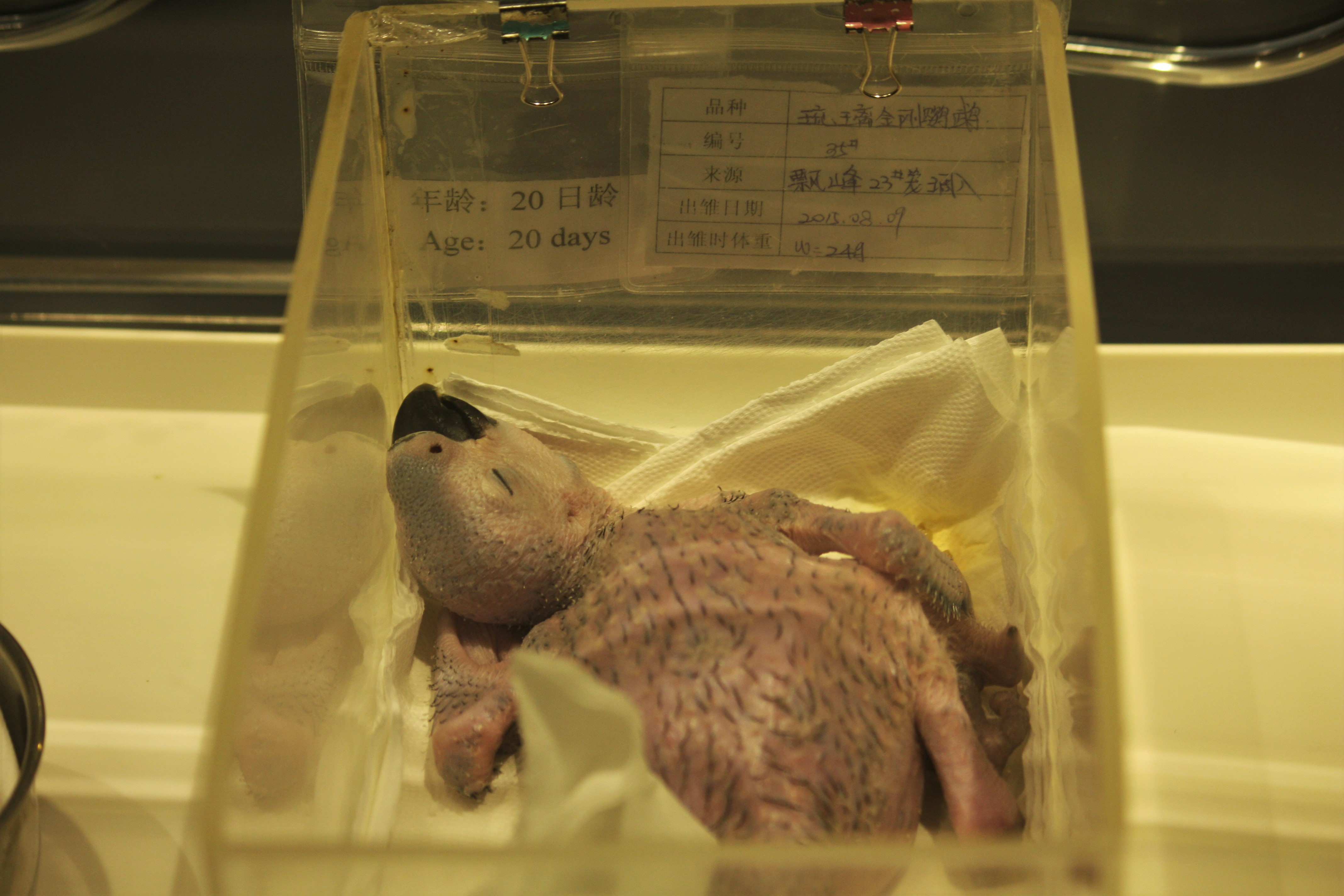
20 Tage altes Küken

Der Beginn der Brutzeit variiert von Dezember, im südlichen Teil des Verbreitungsgebietes, bis Februar oder März im Norden. Die Nisthöhle befindet sich häufig in abgebrochenen Palmstämmen in bis zu 30 m über dem Boden. Bevorzugt werden Höhlen, die von bestimmten Insekten angelegt wurden. Diese sind oft nach oben geöffnet. Dies kann ein großes Risiko für die Brut in sehr regenreichen Jahren bergen. Das Gelege besteht aus bis zu vier Eiern, allerdings wird meist nur ein Junges aufgezogen.
Die Gelbbrustaras halten sich immer zu zweit auf und bilden Paare, daher sieht man auch diese Art nur zusammen durch die Lüfte fliegen oder aber oft auf den Baumwipfeln.

## Etymologie und Forschungsgeschichte

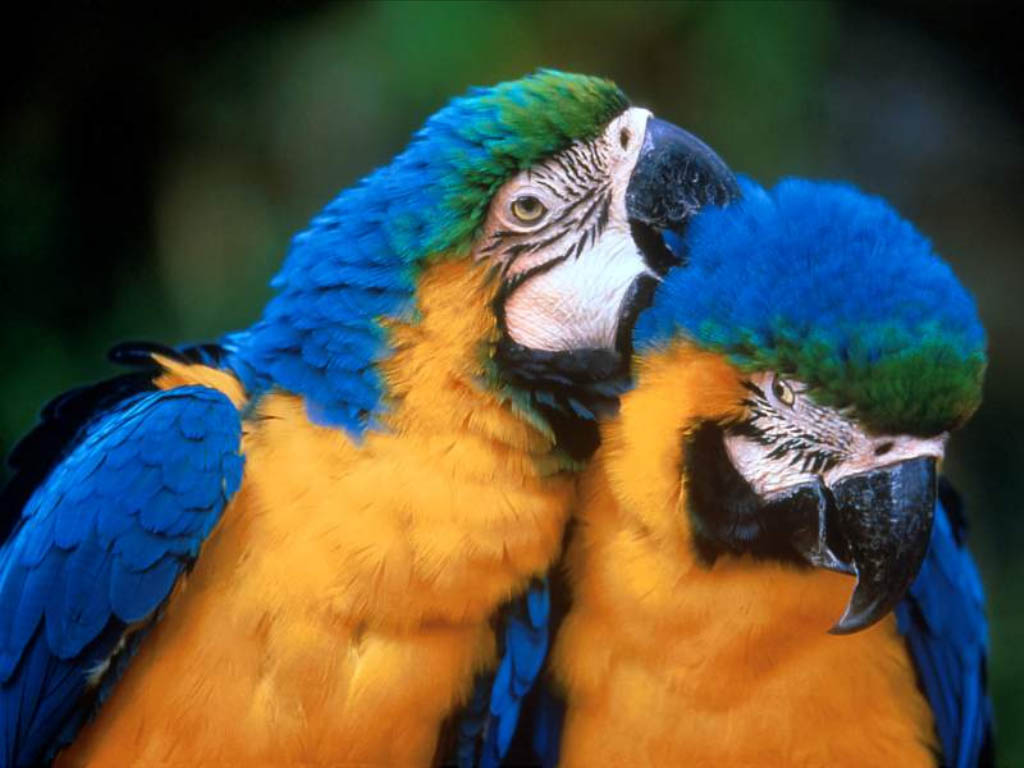
Sozialverhalten

Die Erstbeschreibung des Gelbbrustaras erfolgte 1758 durch Carl von Linné unter dem wissenschaftlichen Namen Psittacus Ararauna. Als Verbreitungsgebiet nannte er Mittelamerika. Bereits 1799  führte Bernard Germain Lacépède die Gattung Ara ein. In der Tupi-Sprache werden die Laute der Aras so beschrieben. Der Artname »Ararauna« stammt ebenfalls aus der Tupi-Sprache und bezeichnet einen dunklen großen Papagei, vermutlich einen Hyazinthara. Alfred Laubmann berichtet in seinem Werk Die Vögel von Paraguay von möglichem Vorkommen in Paraguay und bezieht sich hier u. a. auf Arnaldo de Winkelried Bertoni. Roberto Dabbene bestätigte 1920 Bertonis Beobachtung, dass es sich bei der von Félix de Azara beschriebenen Art Canindé in Wahrheit um einen Gelbbrustara handelte.